# Commissione Truman

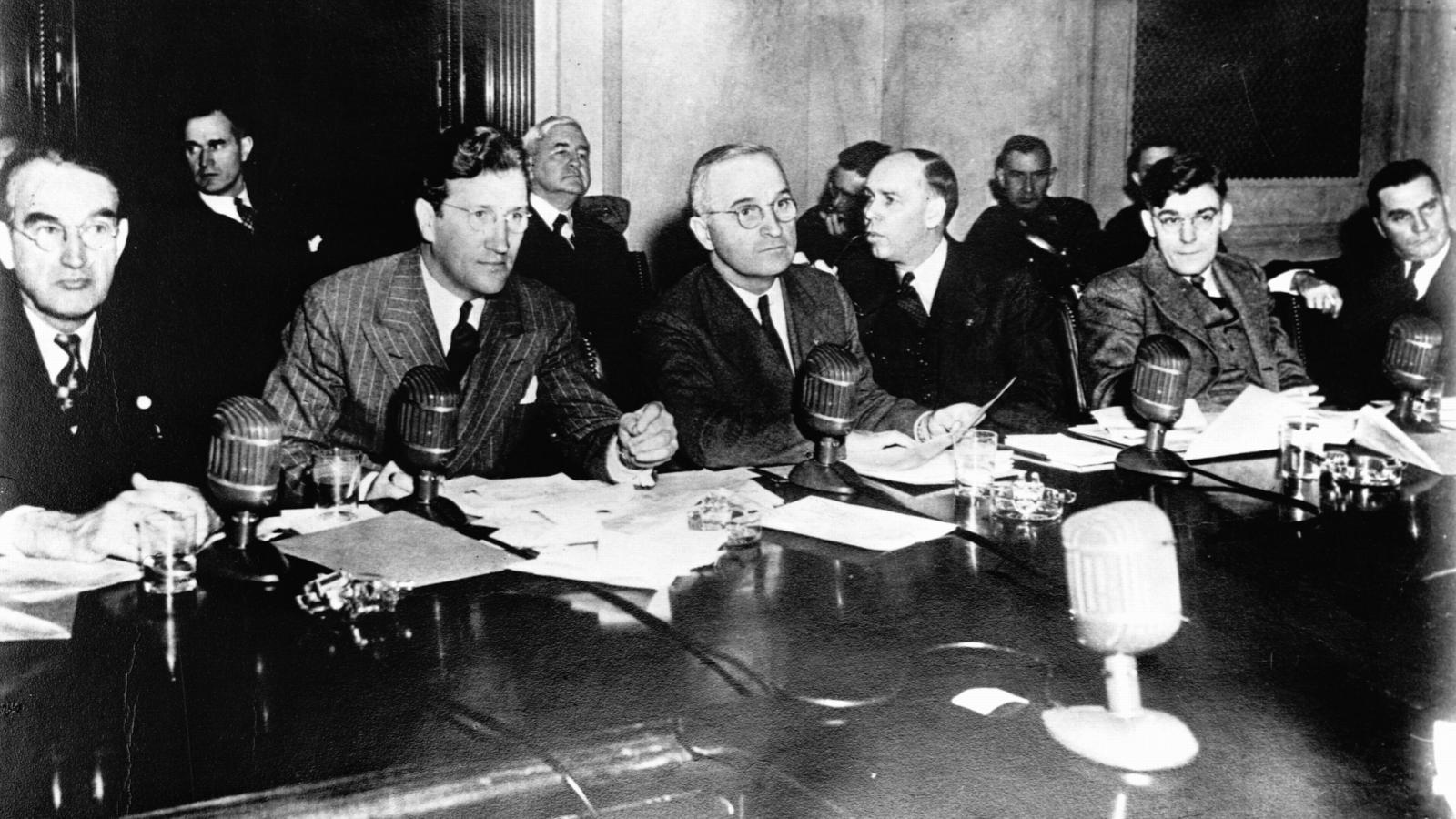
Senatori, consiglieri, testimoni e visitatori in una riunione del 1943 della Commissione Truman. Il senatore Harry S. Truman è al centro.

La commissione Truman, nota come Commissione speciale del Senato per indagare sul programma di difesa nazionale, è stata una commissione parlamentare del Congresso degli Stati Uniti d'America, presieduta dal senatore Harry S. Truman. La commissione bipartisan venne costituita nel mese di marzo 1941 con lo scopo di trovare e correggere i problemi presenti nella produzione bellica statunitense con sprechi, inefficienza e profitto di guerra. La Commissione Truman si rivelò uno degli sforzi investigativi di maggior successo mai organizzati dal governo degli Stati Uniti: con uno stanziamento iniziale di 15.000 dollari, ampliato in tre anni a 360.000, consentì un risparmio di 10-15 miliardi di dollari di spese militari e di migliaia di vite di militari statunitensi. Per fare un confronto, l'intero costo del Progetto Manhattan era stato di 2 miliardi di dollari, all'epoca. La presidenza della commissione aiutò Truman a farsi un nome e fu un fattore importante nella decisione di nominarlo vicepresidente degli Stati Uniti, cosa che lo portò poi a diventare presidente degli Stati Uniti dopo la morte di Franklin Delano Roosevelt.
Truman lasciò la direzione della commissione, nell'agosto 1944, per concentrarsi sulla candidatura alla vicepresidenza nelle elezioni presidenziali di quell'anno. Dal 1941 fino alla sua conclusione ufficiale, nel 1948, la commissione tenne 432 udienze pubbliche, ascoltò 1.798 testimoni e pubblicò quasi 2.000 pagine di rapporti. Ogni rapporto della commissione fu unanime, con sostegno bipartisan.

## Antefatto
Gli sforzi di produzione bellica degli Stati Uniti erano stati precedentemente soggetti alla supervisione del Congresso durante la Guerra civile (1861-1865) e dopo la Grande guerra (1914-1918). Durante la guerra civile, il Comitato misto del Congresso degli Stati Uniti sulla condotta della guerra perseguitò il presidente Abraham Lincoln sulla sua posizione moderata sul perseguimento della guerra; i suoi membri volevano una politica di guerra più aggressiva. I numerosi incontri segreti, che chiamavano gli ufficiali lontano dal fronte, avevano causato rancore tra i leader militari dell'Unione e ritardato le iniziative militari. Il generale Confederato Robert Edward Lee affermò che il danno causato allo sforzo dell'Unione, dal Comitato misto dell'Unione stessa, valeva due divisioni per la causa. Due decenni dopo la Grande Guerra, la Commissione Nye scoprì che i banchieri e i produttori di armi statunitensi avevano sostenuto l'entrata in guerra degli Stati Uniti per proteggere i loro grandi investimenti (compresi 2,3 miliardi di dollari di prestiti) nel Regno Unito. L'indagine del 1934-1936, guidata dal senatore Gerald Nye, provocò un contraccolpo non interventista contro il coinvolgimento degli Stati Uniti nelle guerre europee e portò a un livello molto più basso di preparazione militare americana quando il conflitto europeo scoppiò di nuovo nel 1939.
Nel 1940, Truman venne rieletto al senato come politico democratico che non fu appoggiato e non appoggiò il presidente democratico Franklin Delano Roosevelt. Truman sentì parlare di inutili sprechi e profitti derivanti dalla costruzione della base militare di Fort Leonard Wood nel suo stato natale del Missouri, e decise di vedere di persona cosa stava succedendo. Viaggiò con la sua auto personale non solo nel Missouri, ma anche in varie installazioni militari dalla Florida attraverso il Midwest percorrendo circa 16.000 km. Ovunque andasse, vedeva la povertà dei lavoratori in contrasto con i milioni di dollari del governo che andavano agli appaltatori militari. Troppi appaltatori raccoglievano profitti in eccesso, a seguito della maggiorazione dei costi, senza essere ritenuti responsabili della scarsa qualità delle merci consegnate. Vide anche che troppi contratti erano detenuti da un piccolo numero di appaltatori con sede negli Stati Uniti orientali piuttosto che distribuiti equamente in tutta la nazione. Ritornando a Washington, incontrò il presidente, che sembrava solidale con il suo desiderio di azioni correttive, ma non voleva che venisse rivelata alla nazione la natura dispendiosa dei programmi federali.
All'inizio del 1941, il parlamentare Edward E. Cox, un democratico anti-New Deal, propose una commissione investigativa gestita dalla Camera dei rappresentanti, con l'intenzione di evidenziare gli sprechi federali nelle spese militari. Apprendendo della probabile fonte di imbarazzo, Roosevelt si unì al senatore James Francis Byrnes per sostenere una commissione più amichevole gestita dal Senato, con lo stesso scopo dichiarato ma con Truman come presidente. Truman era visto da Roosevelt come meno ideologico, accusatorio e più pratico.
Il 10 febbraio 1941, Truman parlò al Senato dei problemi che aveva riscontrato durante il suo lungo viaggio e avanzò l'idea di creare una speciale commissione di supervisione sui contratti militari. Fu la prima nuova idea che Truman presentò alla nazione e ricevette una reazione positiva. Altri senatori erano favorevoli all'idea che le loro opinioni sulla spesa sarebbero state ascoltate e che i preziosi contratti militari sarebbero stati distribuiti in modo più uniforme a ciascuno stato. Truman parlò anche con John Wesley Snyder e altri avvocati della Reconstruction Finance Corporation e della Defence Plant Corporation su come evitare i problemi della perdita di documenti, del tempo perso nelle indagini e della produttività persa durante la Grande Guerra. Gli fu consigliato che una commissione di supervisione, che agisse rapidamente, sarebbe stato un grande vantaggio per la produzione bellica della nazione.
I vertici militari erano preoccupati del piano di Truman e stigmatizzarono il comitato misto dell'era della guerra civile che aveva avuto un effetto negativo sulla produzione bellica. Truman disse che non avrebbe preso quel comitato come modello e trascorse molto tempo nella Biblioteca del Congresso a fare ricerche su quel comitato in modo da comprenderne meglio i difetti e i danni alla produzione bellica. Tra i vertici dell'esercito e della marina, il generale George Marshall era l'unica voce a sostegno di Truman. Marshall disse ai suoi colleghi che "si deve presumere che i membri del Congresso siano altrettanto patriottici quanto noi".

## Istituzione della commissione
Il 1º marzo 1941, il Senato votò all'unanimità (erano presenti solo 16 senatori su 96) l'istituzione della Commissione speciale del Senato per indagare sui contratti nell'ambito del Programma di difesa nazionale, con Truman come presidente, che divenne presto noto come la Commissione Truman. Roosevelt e i suoi consiglieri del New Deal avevano spinto per la maggioranza dei New Dealer come membri della commissione, ma l'opposizione del Partito Repubblicano e l'energia di Truman lo impedirono. La commissione era invece formata da un gruppo bipartisan di Democratici e Repubblicani, uomini pragmatici che Truman scelse per la loro onestà, praticità e costante etica nel lavoro.

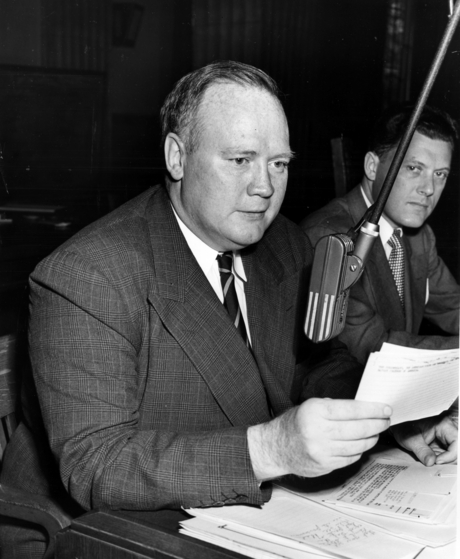
Hugh Fulton fu capo consigliere fino all'agosto 1944.

Truman chiese 25.000 dollari per potenziare le azioni della commissione. Byrnes voleva limitare la commissione dandogli solo 10.000 dollari, ma venne raggiunto un compromesso sulla cifra di 15.000. Facevano parte della commissione i senatori democratici Tom Connally, Carl Hatch, James M. Mead e Monrad Wallgren e i repubblicani Joseph H. Ball e Owen Brewster. Connally era l'unico senatore anziano e gli altri erano alla prima elezione. Altri membri della commissione erano il consigliere capo Hugh Fulton, gli avvocati Rudolph Halley e Herbert N. Maletz e un membro del personale Bill Boyle di Kansas City. Fulton, un procuratore del Dipartimento della giustizia degli Stati Uniti con una reputazione di tenacia, chiese 9.000 dollari come stipendio, il 60% del finanziamento totale di Truman. Truman acconsentì, sperando di aumentare il budget della commissione dopo aver mostrato i primi risultati. Fulton si dimostrò un investigatore instancabile e produttivo. Lui e Truman erano entrambi mattinieri e gran parte dell'agenda della commissione veniva completata tra loro durante la conferenza del mattino. L'investigatore Matt Connelly era stato inserito nello staff senza diminuire il budget perché era stato "preso in prestito" dal comitato del Senato che indagava sulle spese della campagna; in seguito lavorò come assistente esecutivo e vicepresidente di Truman e poi come segretario per le nomine presidenziali. Nel giugno 1941, dopo ulteriori prestiti e accordi, Truman aveva riunito uno staff di 10 investigatori e 10 assistenti amministrativi.
Il primo obiettivo di Truman fu quello di ottenere risultati rapidi. Sapeva che un'indagine sugli sprechi e l'inefficienza nei progetti di alloggi militari avrebbe consentito di risparmiare una grande quantità di denaro e sarebbe stata anche una buona pubblicità per la commissione. Il 23 aprile 1941, iniziò a condurre udienze incentrate sui superamenti dei costi relativi alla costruzione di strutture militari in luoghi come Fort Meade nel Maryland, Indiantown Gap Military Reservation in Pennsylvania e Camp Wallace a Hitchcock. Come capo del Quartermaster Corps, il generale Brehon B. Somervell era il responsabile della costruzione degli alloggi militari. Si lamentò delle indagini e disse che la commissione era "iniqua e costituita per scopi politici". La commissione Truman stabilì che la costruzione di alloggi militari sarebbe stata gestita meglio dal Corpo degli ingegneri dell'esercito, e il cambiamento venne implementato dall'esercito. Somervell avrebbe successivamente ammesso che l'indagine della commissione sulla costruzione militare aveva consentito di risparmiare 250 milioni di dollari.
A seguito del suo successo rapidamente dimostrato, la commissione vide aumentato il suo finanziamento a 50.000 dollari verso la fine del 1941. Vennero cooptati nella commissione i senatori repubblicani Harold Hitz Burton e Homer Ferguson e il senatore democratico Harley M. Kilgore. Lo staff investigativo era cresciuto del 50%. Truman invitò tutti i senatori a partecipare alle udienze, che si tennero nell'Edificio degli uffici del Senato Russell nella stanza 449, o, per audizioni più ampie, nella Sala del Senato Caucus. Venne in visita anche il senatore Nye, che era stato il capo della commissione investigativa del Senato che Truman aveva studiato attentamente e poi denunciò come "pura demagogia".
A differenza di altre udienze del Congresso, i testimoni vennero generalmente trattati con rispetto dalla commissione Truman e non furono né affrettati né soggetti a linguaggio offensivo o accusatorio. Anche così, Truman rivelò la sua tenacia e la sua tranquilla determinazione.
Roosevelt aveva creato una confusione di agenzie per supervisionare la produzione bellica. Nel gennaio 1941 aveva ordinato di costituire l'Office of Production Management (OPM), guidato dal leader sindacale Sidney Hillman e dal dirigente aziendale William S. Knudsen, un inefficiente accordo a doppia leadership che si adattava al desiderio di Roosevelt di impedire una sfida alla sua leadership. Nel luglio 1941, aveva costituito un altro dipartimento governativo, il Supply Priorities and Allocation Board (SPAB), guidato dall'uomo d'affari Donald M. Nelson. La commissione Truman rivolse la sua attenzione a queste organizzazioni una "alphabet soup" dopo aver ascoltato denunce di inefficienza. Nell'agosto 1941, dopo un rapporto di Truman al Senato sui progressi della commissione investigativa, il senatore repubblicano Arthur H. Vandenberg sondò Truman per rivelare il "collo di bottiglia principale" di tutti i problemi relativi ai contratti della difesa. Vandenberg chiese se l'unico punto di responsabilità fosse la Casa Bianca, che significa Roosevelt, e Truman rispose "sì, signore". Diversamente, le relazioni della commissione Truman erano progettate per evitare che il presidente venisse incolpato di superamenti dei costi, inefficienza e sprechi.

## Lavoro durante la guerra
Dopo che nel dicembre 1941 l'attacco a Pearl Harbor portò gli Stati Uniti a un coinvolgimento diretto nella seconda guerra mondiale, il Segretario alla guerra Henry Stimson predisse che la commissione Truman avrebbe rappresentato un inutile freno alla produzione bellica. Il sottosegretario alla guerra Robert Porter Patterson fu dello stesso parere e invitò Roosevelt a fare pressioni sul Senato per abolire la commissione. Patterson affermò che fornire alla commissione Truman "tutte le informazioni che desiderava" "avrebbe compromesso" la capacità del governo di rispondere rapidamente ai bisogni della guerra. A quel punto Roosevelt si rese conto del valore della commissione; invece di lottare contro di esso, ne elogiò pubblicamente i risultati. La commissione Truman pubblicò un rapporto al Senato, il 15 gennaio 1942, descrivendo in dettaglio i risultati fino ad allora conseguiti e le sue indagini in corso.
La commissione aveva iniziato nell'agosto 1941 a valutare il goffo Office of Production Management (OPM) di Roosevelt, e nel gennaio 1942 la conclusione era pronta per la pubblicazione. Il rapporto criticava severamente l'OPM: "I suoi errori nelle commissioni sono stati innumerevoli e i suoi errori di omissione sono stati anche maggiori". La doppia catena di comando e la mancanza di lealtà reciproca tra Hillman e Knudsen furono descritte come cause di attrito e sforzi inutili. Era un'accusa completa per cattiva amministrazione. Diplomaticamente, Truman si assicurò che Roosevelt avesse accesso a una copia anticipata del rapporto. Roosevelt fu quindi in grado di salvare la faccia sciogliendo l'OPM appena prima della pubblicazione del rapporto e sostituì sia l'OPM che lo SPAB con il War Production Board sotto l'ex capo dello SPAB, Nelson. Nelson usò la commissione per aiutare il suo dipartimento; quando il consiglio aveva disaccordi con i militari, Nelson faceva trapelare la questione alla commissione e l'indagine risultante incoraggiava i militari a cooperare.
Nel maggio 1942 la commissione fu riorganizzata. "Contracts Under" venne eliminato dal nome per renderlo lo "Special Committee to Investigate the National Defense Program." Il senatore democratico Clyde L. Herring si unì allo sforzo. La commissione seguì generalmente di setacciare la grande quantità di posta ricevuta e altri messaggi, provenienti da "whistleblowers", per determinare i maggiori problemi che doveva affrontare lo sforzo bellico militare statunitense. Gli investigatori furono inviati a confermare l'esistenza di un problema reale e in una delle riunioni quindicinali ufficiali della commissione Truman, uno dei senatori fu incaricato di dirigere un'indagine formale su quel problema. A volte diversi senatori unirono le forze per coprire le questioni più complesse. Le squadre di senatori/investigatori si sarebbero recate in varie città degli Stati Uniti per visitare fabbriche, cantieri, basi militari e impianti di produzione bellica dove avrebbero parlato con manager e lavoratori. Sarebbe stato preparato poi un rapporto e una prima copia sarebbe stata inviata ai leader che erano stati discussi, in modo che avessero la possibilità di prepararsi alle conseguenze.
Nel novembre 1942, la commissione iniziò a indagare sul Winfield Park Defense Housing Project, un progetto destinato a ospitare i lavoratori del cantiere navale di Kearny. HG Robinson. Un investigatore scoprì che sebbene il progetto avesse costruito 700 case, queste erano mal realizzate e "Un leggero vento avrebbe strappato i tetti di cartone catramato mentre le cantine non erano state omologate dal consiglio della sanità." Sulla questione si svolsero immediatamente udienze pubbliche.
La reputazione della commissione Truman crebbe così forte che la paura di un'indagine a volte era un deterrente sufficiente per fermare i comportamenti subdoli. Un numero imprecisato di persone si esibì in modo più onesto nella produzione bellica nel timore della minaccia di una visita di Truman.
Nel marzo 1943, in occasione del secondo compleanno della commissione Truman, la rivista Time mise in copertina "Investigator Truman", mostrando la faccia di Truman sullo sfondo di un riflettore puntato su governo e industria. Conteneva un articolo associato, intitolato "Billion-Dollar Watchdog", che descriveva la commissione "come una delle agenzie governative più utili della seconda guerra mondiale" e "la cosa più vicina a un alto comando nazionale". L'articolo portò la figura di Truman agli occhi dell'uomo della strada, consolidando la sua meritata posizione di uno dei leader più responsabili d'America.

## Dopo Truman
Nell'agosto 1944, per concentrarsi sulla campagna per la vicepresidenza, Truman si dimise dalla carica di presidente della commissione investigativa e Fulton si dimise da capo consigliere. Truman era anche preoccupato che la sua campagna nelle file del Partito Democratico avrebbe messo in discussione la natura bipartisan della commissione. I membri della commissione scrissero una risoluzione elogiativa ringraziando il "colonnello Harry S. Truman" per il suo servizio, scrivendo "ben fatto, soldato!" Il senatore Mead assunse la carica di presidente per continuare il lavoro. Truman divenne vicepresidente degli Stati Uniti e alla morte di Roosevelt, nell'aprile 1945, divenne presidente. La seconda guerra mondiale terminò nell'agosto 1945.
Dopo la fine della guerra, l'investigatore George Meader divenne consigliere capo dal 1º ottobre 1945 al 15 luglio 1947. Nel 1947, con il senatore Owen Brewster come presidente, la commissione condusse udienze ampiamente pubblicizzate che indagavano su Howard Hughes.
Il 1º marzo 1948, il Senato formò il Sottocomitato permanente per le indagini, sotto la presidenza del senatore Ferguson e del consigliere capo William P. Rogers, sottocomitato che rispondeva al più ampio Comitato per le operazioni governative. Il nuovo sottocomitato riassunse il vecchio mandato della commissione Truman e divenne responsabile dei suoi risultati. The Truman Committee's final report was issued April 28, 1948.

## Eredità
La commissione Truman è nota per aver aiutato indirettamente Truman a diventare presidente. Fece diventare il suo nome prominente negli Stati Uniti, dandogli una reputazione di onestà e coraggio. Nel maggio 1944, la rivista Look chiese a un gruppo di 52 corrispondenti di Washington chi erano stati i primi dieci civili, dopo Roosevelt, ad aiutare lo sforzo bellico. Venne nominato Truman; era l'unico membro del Congresso nella lista. Pochi mesi dopo, Truman era tra i pochi nomi proposti come possibili vicepresidenti del gravemente malato Roosevelt; era molto probabile che la vicepresidenza si trasformasse in una presidenza. La vasta esperienza di Truman in questioni industriali, economiche e militari, acquisita in tre anni di lavoro investigativo con la commissione, servì a renderlo uno degli uomini più informati nel governo degli Stati Uniti e gli diede una reputazione di comportamento leale.
La commissione Truman, in gran parte apolitico, è noto anche per aver inserito un elevato standard di praticità e neutralità nei comitati investigativi del Congresso. Gli osservatori hanno occasionalmente confrontato la situazione affrontata dalla commissione Truman nei primi anni '40 con le successive questioni politiche e militari. Nel gennaio 2005, a fronte di una somma ulteriore 80–100 di dollari miliardi richiesta dal presidente George W. Bush per aumentare i fondi per la guerra in Iraq, l'editorialista Arianna Huffington raccomandò l'approvazione della risoluzione sponsorizzata dai senatori Larry Craig e Dick Durbin per creare una commissione di supervisione bipartisan "modellata su quella che Harry Truman creò durante la seconda guerra mondiale per sradicare il profitto di guerra". Il mese successivo, Huffington disse che "è un buon momento per aprire un libro di storia per apprendere come una commissione in stile Truman potrebbe essere utilizzato per contrastare i problemi negli Stati Uniti a causa della guerra in Iraq con spreco, frode, inettitudine, clientelismo, contratti segreti e profitti ammantati di patriottismo". L'approvazione di Huffington arrivò tre mesi dopo con un comunicato stampa di Taxpayers for Common Sense, intitolato "Bring Back the Truman Committee", in cui si diceva che il risultato di Truman di fermare il profitto di guerra negli anni '40 fosse stato "il più famoso e il più riuscito esempio, un modello necessario come misura correttiva per arginare le irregolarità degli appaltatori militari statunitensi nella guerra al terrorismo". Il problema non era ancora risolto nel 2007, quando il senatore Charles Schumer scrisse: "La lezione della commissione Truman ha urgente bisogno di essere appresa oggi". Descrisse come i rappresentanti repubblicani avessero bloccato "per più di un anno" una proposta bipartisan per una commissione investigativa per indagare su "scandali e abusi" militari in Iraq. Quando i senatori Jim Webb della Virginia e Claire McCaskill del Missouri, che occupavano lo stesso seggio al Senato di Truman, formarono una commissione di tipo Truman nel gennaio 2008, la Commission on Wartime Contracting in Iraq and Afghanistan, Bush la definì "una minaccia alla sicurezza nazionale".